# Хауърд Зийф
Хауърд Зийф (на английски: Howard Zieff) e американски кинорежисьор. В България е известен с филмите „Домът зове“, „Най-важното събитие“ и „Моето момиче“.

## Филмография
- Slither (1973)
- Hearts of the West (1975)
- „Домът зове“ (1978)
- „Най-важното събитие“ (1979)
- Private Benjamin (1980)
- Unfaithfully Yours (1984)
- The Dream Team (1989)
- „Моето момиче“ (1991)
- „Моето момиче 2“ (1994)